# Cosmia saturatebrunnea
Cosmia saturatebrunnea là một loài bướm đêm trong họ Noctuidae.